# Le Livre du thé

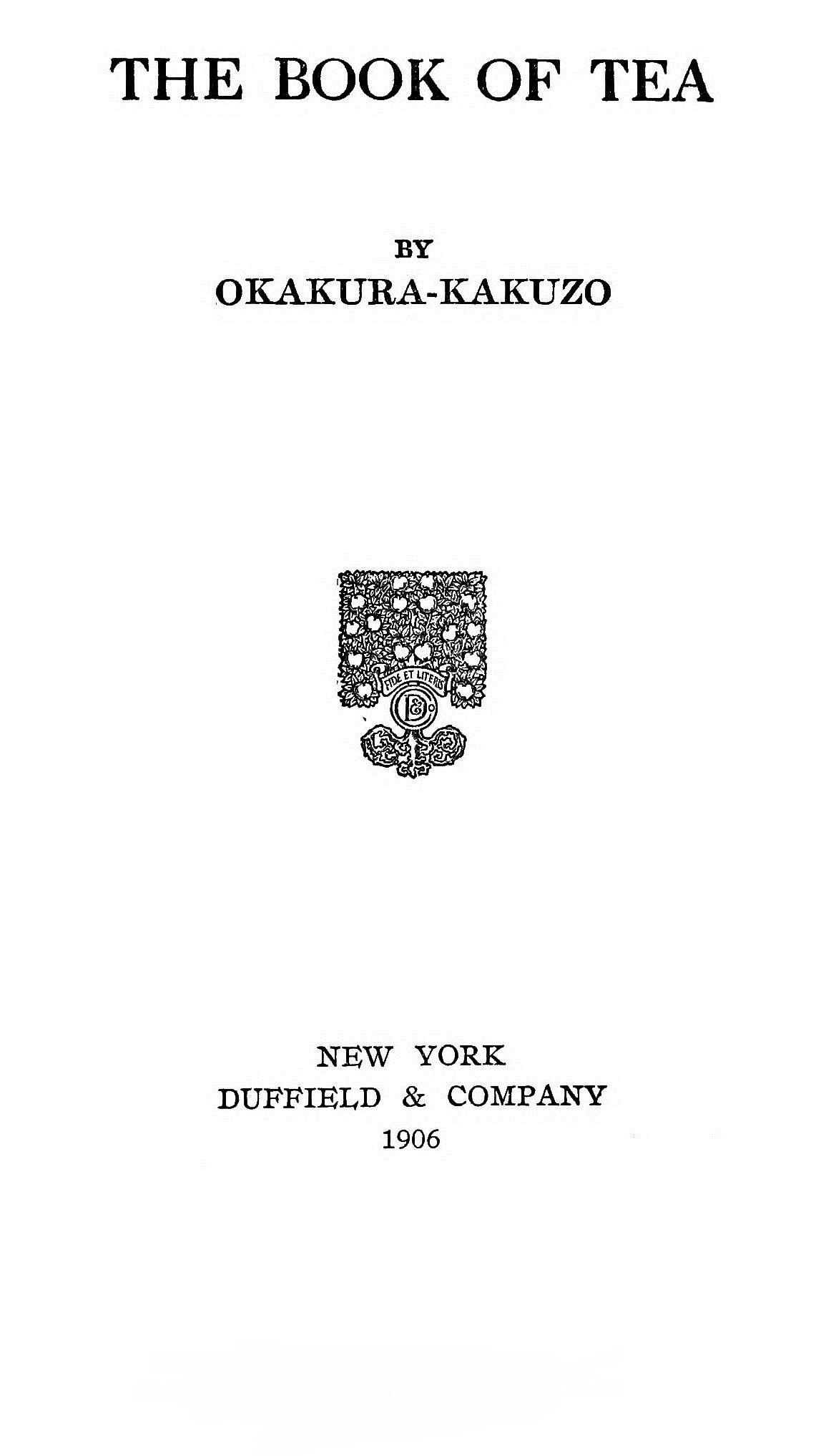
Couverture de la version anglaise.

Le Livre du Thé (茶の本, Cha no hon, en anglais : The Book of Tea) de Okakura Kakuzō (1906) est un essai écrit en anglais reliant le rôle du thé à l'esthétique et à certains aspects culturels de la vie japonaise.

## Contenu
Adressé à un public occidental, il a été initialement écrit en anglais et c'est l'un des plus grands classiques de la littérature sur le thé. Okakura (Tenshin) apprit à parler anglais très jeune et était apte à communiquer ses idées aux Occidentaux. Dans son livre, il traite de sujets tels que le Zen et le Taoïsme, mais aussi de l'aspect profane du thé et, de façon plus générale, de l'art japonais. Le livre met l'accent sur la façon dont le rituel du thé nous renseigne sur la façon de vivre et de penser des Japonais. Kakuzō, qui a longuement étudié les arts, explique que la simplicité du rituel du thé a affecté de manière significative l'art et l'architecture. Le livre s'achève sur un chapitre portant sur les Maîtres de Thé, en consacrant un certain temps à parler de Sen no Rikyū et sa contribution à la cérémonie du thé japonaise.
Selon Tomonobu Imamichi, le concept de Dasein développé par Heidegger dans son Sein und Zeit a été inspiré – bien que ce dernier soit resté silencieux sur ce point – par le concept du In-der-Welt-sein (être-au-monde) d'Okakura Kakuzō utilisé dans Le Livre de Thé pour décrire la philosophie du Zhuangzi, texte attribué à Tchouang-tseu (Zhuangzi).
La première traduction en français est due au critique d'art et poète Gabriel Mourey (1927).

## Citations
« Notre dieu est grand, et l’argent est Son prophète ! Nous dévastons la nature pour lui offrir des sacrifices. Nous nous vantons d’avoir conquis la Matière, en oubliant toutefois qu’elle a fait de nous ses esclaves. Que d’atrocités n’avons-nous pas commises au nom de la culture et du raffinement ! »